# Daviesia leptophylla
Daviesia leptophylla là loài cây bụi trong họ Fabaceae. Nó là loài đặc hữu của Úc. Cây cao đến 2 m, hoa màu đỏ và màu vàng, nở từ tháng 10 đến tháng 12 ở vùng bản địa.
Loài này được chính thức miêu tả năm 1832 trong A General History of Dichlamydeous Plants.